# Monumento ai fondatori di Kiev
Il Monumento ai fondatori di Kiev (lett. "monumento in onore della fondazione della città di Kiev"; in ucraino Пам'ятний знак на честь заснування міста Києва?, Pam"jatnyj znak na čest' zasnuvannja mista Kyjeva; in russo Памятник основателям Киева?, Pamjatnik osnovateljam Kieva) si trova sulla sponda destra del fiume Dnepr a metà strada tra i ponti Paton  e della metropolitana a Kiev, in Ucraina.

## Storia

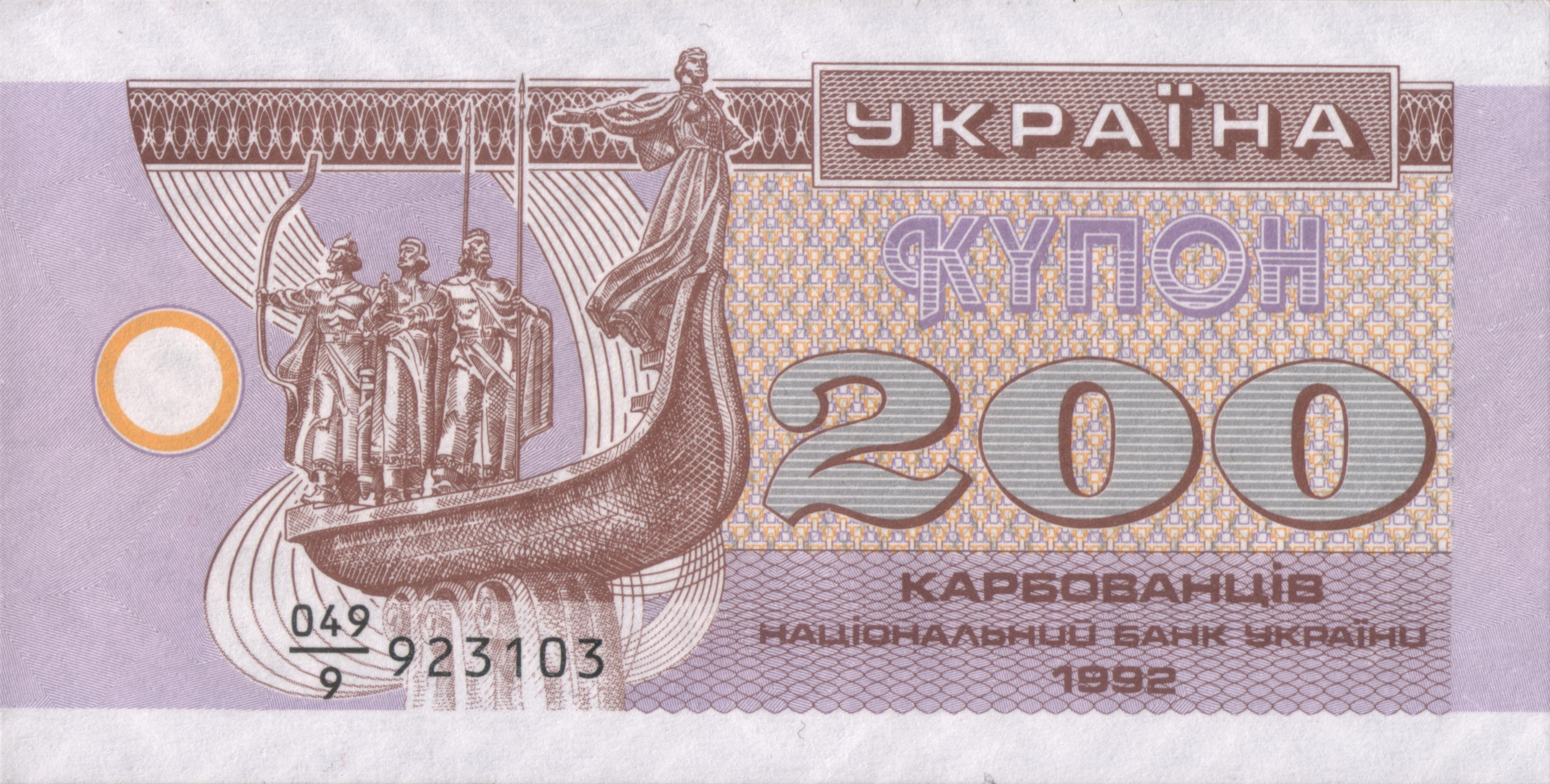
Banconota con l'immagine del monumento.

Il parco davanti al quale si trova il monumento è stato fondato all'inizio degli anni sessanta quando l'intera area fu oggetto di recupero urbanistico e sistemazione delle sponde del fiume. Sino al 1993 il parco venne chiamato parco Primakov e in seguito rinominato col nome recente, parco Navodnickij. Nel 2010 il monumento ha avuto un cedimento e la parte posteriore della barca è crollata, quindi è stato necessario un intervento di restauro.

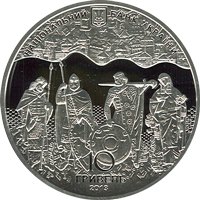
Moneta con la raffigurazione dei fondatori di Kiev

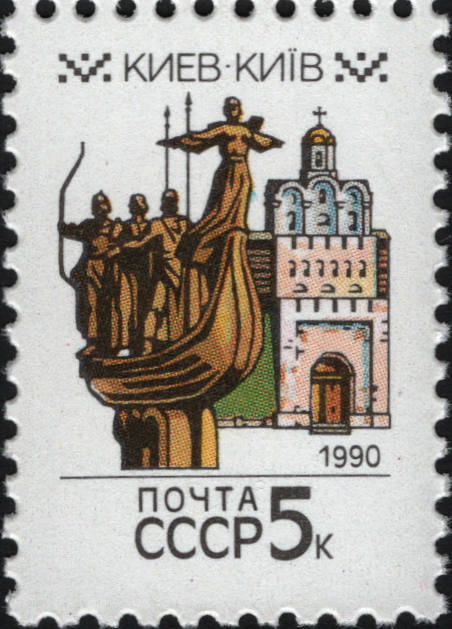
Francobollo emesso dall'Unione Sovietica nel 1990

## Descrizione
La composizione scultorea è in rame e raffigura una barca con i fratelli fondatori di Kiev: Kyi, Shchek, Khoriv e la loro sorella Lybid. Questi personaggi storici e leggendari vengono descritti da cronache russe a partire dall'XI secolo come i fondatori della città di Kiev.
Col tempo è divenuto un luogo dove tradizionalmente le coppie di sposi vengono dopo la cerimonia per lanciare un mazzo di fiori nella barca. Viene considerato un simbolo della città di Kiev.

## Nella cultura di massa
La Banca Nazionale dell'Ucraina ha emesso molte banconote con l'immagine del monumento e ha coniato anche alcune monete commemorative con i fondatori di Kiev. L'Unione Sovietica nel 1990 ha emesso un francobollo con l'immagine del monumento ai fondatori di Kiev.